# Стёр, Шон
Шон Йоханнес Мария Стёр (нидерл. Sean Johannes Maria Steur; родился 11 января 2008, Пюрмеренд, Нидерланды) — нидерландский футболист, полузащитник клуба «Аякс».

## Клубная карьера
Воспитанник команды «РКАВ Волендам», Стёр перешёл в академию «Аякса» в 2016 году. 10 мая 2024 года дебютировал за фарм-клуб «Йонг Аякс», выйдя на замену в матче Эрстедивизи против «Йонг АЗ». 20 августа 2024 года подписал свой первый контракт с клубом до середины 2027 года. 9 февраля 2025 года впервые попал в заявку основной команды клуба на матч Эредивизи против ситтардской «Фортуны», однако на поле не появился. Спустя неделю, 16 февраля, Стёр вышел на замену в матче против «Хераклеса», дебютировав в чемпионате Нидерландов.

## Карьера в сборной
Выступал за сборные Нидерландов до 15, до 16 и до 17 лет.

## Личная жизнь
Старший брат — Рой, тоже футболист, играет на позиции вратаря за резервный состав ПСВ.